# Paradoxostoma arcticum
Paradoxostoma arcticum is een mosselkreeftjessoort uit de familie van de Paradoxostomatidae. De wetenschappelijke naam van de soort is voor het eerst geldig gepubliceerd in 1941 door Elofson.